# Gribb-Bank
Koordinaten: 61° 30′ S, 88° 0′ O
Die Gribb-Bank ist eine Bank in der Davissee. Sie liegt rund 55 km nördlich der Küste des ostantarktischen Kaiser-Wilhelm-II.-Lands.
Der norwegische Harpunier Krog Anderson entdeckte sie im Januar 1937 bei der Lars-Christensen-Expedition 1936/37. Namensgeber ist der norwegische Walfänger Gribb, ein Geleitschiff bei dieser Forschungsreise.